# Aphodius borealis
Aphodius borealis là một loài bọ cánh cứng trong họ Bọ hung (Scarabaeidae).